# Musa Haji Ismail Galal
Musa Haji Ismail Galal (en somali : Muuse Xaaji Ismaaciil Galaal, arabe : موسى الحاج اسماعيل جلال) né en 1917 et mort en 1980 est un écrivain, érudit, linguiste, historien et mathématicien somalien. Il est un acteur clé dans le développement de l'alphabet latin somalien et dans la création de l'écriture Galaal, une écriture arabe somalienne standardisée controversée qui est le seul cas où de nouvelles lettres ont été introduites dans une écriture arabe sans rapport avec aucune des lettres existantes,.

## Biographie
Galal est né en 1917 à Burao. Il est originaire du clan Habar Jeclo, issu du clan Isaaq. Il est connu pour son rôle dans le développement de l'alphabet de Wadaad. Dans les années 1950, Galal introduit une modification plus radicale de l'écriture arabe afin de représenter le plus fidèlement possible la langue somalienne. Il propose ensuite un tout nouvel ensemble de symboles sans rapport avec aucune autre lettre arabe, pour les voyelles somaliennes. IM Lewis (1958) considère qu'il s'agit de l'écriture arabe la plus précise jamais conçue pour la langue somalienne. Malgré cela, l'écriture de Galal demeure controversée et généralement rejetée, car l'idée d'introduire de toutes nouvelles lettres est considérée comme une trop grande dérive par rapport à l'écriture arabe.
Il est également l'un des piliers du développement de l'alphabet latin somalien, aux côtés de BW Andrzejewski et de Shire Jama Ahmed,.
Écrivain prolifique, Galal est également l'une des principales autorités en matière de systèmes astrologiques, météorologiques et calendaires somaliens. Il consacre deux ouvrages majeurs à la science traditionnelle somalienne, tous deux considérés comme des classiques des études somaliennes. Il compte a son actif de nombreux enregistrements radio et d'écrits sur la poésie somalienne et ses enregistrements incluent le travail de Salaan Carrabey. Il écrit, dans ce cadre, de nombreux programmes radios visant à sauvegarder la culture somalie. Il écrit notamment pour la BBC et pour Radio Le Caire.
Après une longue carrière universitaire, Galal décède en 1980.

## Œuvres choisies
- La terminologie et la pratique de la météorologie, de l'astronomie et de l'astrologie somaliennes (1968)
- Étoiles, saisons et météo dans les traditions pastorales somaliennes (1970)